# 唐柏
唐柏（からかしわ）は、南北朝時代に作られたとされる日本刀（太刀）。日本の重要美術品に認定されており、個人収蔵である。

## 概要

### 刀工・長谷部国信について
南北朝時代の刀工・長谷部国信によって作られた太刀である。長谷部派は山城国で南北朝時代から室町時代にかけて活躍した刀工一派であり、鎌倉時代には山城国で活躍した刀工一派として来派（らいは）や粟田口派（あわたぐちは）に代わって信国派（のぶくには）とともに繁栄した一派である。長谷部派の開祖は長谷部国重であり、名工として知られる正宗に師事した正宗十哲の一人として相州伝（そうしゅうでん）の作風を色濃く表しており、従来の優美で繊細な作風で知られる来派や粟田口派にある山城伝と比較すると異端の作風で知られていた。国信は国重の弟であり、作風は国重に似通っているが短刀は国重よりも一回り大振りなものが多く、重ね（刀の厚み）が非常に薄いのが特徴である。

### 上杉家での伝来
唐柏の名前の由来は、本作にある皆焼（ひたつら）の刃文が、「唐柏」とも呼ばれる唐胡麻の姿に似ていたことから名付けられたものとされている。昭和期を代表する刀剣学者である佐藤寒山は、著書『武将と名刀』にて風流な号であると評している。上杉景勝は刀剣を非常に愛しており、その鑑識も優れていた。景勝は上杉家にある数百振ある刀剣から自身が選んだ名刀35腰を秘蔵しており、これらは『景勝公御手選三十五腰』と呼ばれている。本作も『景勝公御手選三十五腰』に選ばれた一つであり、古くから上杉家に伝来していたものとされる。
その後は米沢上杉家に伝来しており、明治維新後も伝来していた。1938年（昭和13年）5月10日には、上杉憲章伯爵名義にて重要美術品に指定される。しかし、太平洋戦争終戦に伴いGHQによる日本刀の接収が行われた際に、本作も同様に接収され一時期は行方不明となっていた。その後、アメリカに渡っていたことが判明し、近年になって日本へ戻ってきた。

## 作風

### 刀身
刃長（はちょう、刃部分の長さ）は79.4センチメートル、反り（切先から鎺元まで直線を引いて直線から棟が一番離れている長さ）は3.57センチメートル、切先（きっさき、刃の先端部分）長は4.1センチメートルある。造込（つくりこみ）は鎬造（しのぎつくり、平地<ひらじ>と鎬地<しのぎじ>を区切る稜線が刀身にあるもの）であり、棟は庵棟（いおりむね、刀を背面から断面で見た際に屋根の形に見える棟）となっている。
鍛えは、型のように板目（いため、板材の表面のような文様のうち詰まったもの）であり、刃寄りと棟寄りにはやや柾目（まさめ）がかかった流れた肌が交っており、地沸（じにえ、地肌や刃部の境目にある銀砂をまいたように細かくきらきらと輝いているもの）が美しくついている。茎（なかご、柄に収まる手に持つ部分）長は22.0センチメートルある。茎の刃側を極端に削いでおり、東京国立博物館が収蔵している国信の太刀にも同様の形状をしていることから国信の工夫であろうと考えられる。

### 外装
本作には上杉謙信の代からあったと考えられる打刀拵が附いており、素銅の鐔が付いていた。拵えも刀身と併せて重要美術品に認定されていた。

### 用語解説
- 作風節のカッコ内解説および用語解説については、個別の出典が無い限り、刀剣春秋編集部『日本刀を嗜む』に準拠する。

1. ↑  「造込」は、刃の付け方や刀身の断面形状の違いなど形状の区分けのことを指す[8]。
2. ↑  「鍛え」は、別名で地鉄や地肌とも呼ばれており、刃の濃いグレーや薄いグレーが折り重なって見えてる文様のことである[9]。これらの文様は原料の鉄を折り返しては延ばすのを繰り返す鍛錬を経て、鍛着した面が線となって刀身表面に現れるものであり、1つの刀に様々な文様（肌）が現れる中で、最も強く出ている文様を指している[9]。